# Diplopterygium
Diplopterygium, rod papratnica iz porodice Gleicheniaceae, dio reda Gleicheniales. 
Sastoji se od 21 vrste rasprostranjenih po jugoistočnoj Aziji i južnoj Kini, od južnog Japana do Queenslanda i Havaja, i jedna vrsta u tropskoj Americi.

## Vrste
1. Diplopterygium angustilobum (Holttum) Parris
2. Diplopterygium bancroftii (Hook.) A. R. Sm.
3. Diplopterygium blotianum (C. Chr.) Nakai
4. Diplopterygium brevipinnulum (Holttum) Parris
5. Diplopterygium bullatum (T. Moore) Parris
6. Diplopterygium cantonense (Ching) Nakai
7. Diplopterygium chinense (Rosenst.) De Vol
8. Diplopterygium clemensiae (Copel.) Parris
9. Diplopterygium conversum (Alderw.) Nakai
10. Diplopterygium deflexum (Holttum) Parris
11. Diplopterygium elmeri (Copel.) Nakai
12. Diplopterygium giganteum (Wall. ex Hook.) Nakai
13. Diplopterygium glaucum (Thunb. ex Houtt.) Nakai
14. Diplopterygium irregulare W. M. Chu & Z. R. He
15. Diplopterygium laevissimum (Christ) Nakai
16. Diplopterygium longissimum (Blume) Nakai
17. Diplopterygium norrisii (Mett. ex Kuhn) Nakai
18. Diplopterygium pinnatum (Kunze) Nakai
19. Diplopterygium rufum (Ching) Ching ex X. C. Zhang
20. Diplopterygium sordidum (Copel.) Parris
21. Diplopterygium volubile (Jungh.) Nakai

## Sinonimi
Dicranopteris Underw.
Hicriopteris Ching
Mesosorus Hassk.